# Stary Nakwasin
Stary Nakwasin est une localité polonaise de la gmina de Koźminek, située dans le powiat de Kalisz en voïvodie de Grande-Pologne.